# Струга (община)
Община Струга (мак. Општина Струга) — община в Північній Македонії. Адміністративний центр — місто Струга. Розташована на заході  Македонії, Південно-Західний статистично-економічний регіон, з населенням 63 376 мешканців. Загальна площа общини 483 км².

## Відомі особистості
В общині народився:
- Азіс Положані (* 1957) — македонський професор, лікар і політик (с. Лівада).